# Gaby Layoun
Gaby Emile Layoun (né le 1er novembre 1964 à Zahlé) est un homme politique libanais. Il est ministre de la culture (en) du cabinet dirigé par Najib Mikati ; il y représente le Courant  patriotique libre.

## Études
Il est titulaire d'un diplôme d'ingénieur de l'École supérieure des ingénieurs de Beyrouth (ESIB - USJ) et d'un diplôme en économie.

## Carrière professionnelle
Il a exercé en tant qu’ingénieur et a siégé au conseil d’administration d’une banque. Il a aussi été professeur de mathématiques et de physique, notamment à la faculté d’agronomie de l’Université libanaise.

## Parcours politique
Il est membre fondateur du Courant patriotique libre (CPL) et membre de son conseil politique.